# Экономическая психология
Экономи́ческая психоло́гия — отрасль психологической науки об экономическом поведении и психических процессах человека, связанных с производством, распределением, обменом и потреблением товаров и услуг.
Предметом изучения экономической психологии являются психологические закономерности экономического поведения и взаимодействия между людьми как субъектами экономических отношений.

## История
Впервые понятие «Экономическая психология» было введено французским социологом и криминалистом Габриелем Тардом в труде «Экономическая психология» (La psychologie économique) в 1903-м году. Он и считается (вместе с американцем Джорджем Катона и с венгром Ласло Гараи) основателем этой междисциплинарной науки.

## Задачи экономической психологии
Экономическая психология ставит своей задачей применение психологического подхода к оценке экономической реальности и разработке соответствующих теории и практики воздействия на экономический мир.

## Методы
Методы (способы получения фактов) экономической психологии — те же, что и в психологии.

## Основные разделы экономической психологии
1. Характеристика экономической психологии как отрасли науки

  1. Предмет экономической психологии

  2. Объект экономической психологии

  3. Методы экономической психологии
2. История развития экономической психологии

  1. Экономическая психология за рубежом

  2. Экономическая психология в России
3. Представление о человеке в экономической психологии
4. Психология собственности
5. Психология денег
6. Психологические аспекты потребительского поведения
7. Психология богатства и бедности
8. Психологическая оценка качества жизни
9. Экономическая социализация
10. Принятие экономических решений
11. Психология инвестиционной деятельности
12. Психология домашних финансов
13. Психология предпринимательства
14. Психолого-экономические аспекты правонарушений
15. Психология занятости и безработицы
16. Психологические аспекты макроэкономики
17. Психолого-экономические аспекты налогов и налогообложения
18. Дифференциальная экономическая психология
19. Проблемы экономической психологии в глобальном мире

## Организации
В 2009 году, в городе Саратове, был открыт первый в России Центр психолого-экономических исследований, занимающийся непосредственно вопросами экономической психологии (ЦПЭИ СГСЭУ при СНЦ РАН).
Основным издательским органом ЦПЭИ является междисциплинарный международный рецензируемый научный журнал «Психология и экономика» вышедший в свет в 2008 году (ISSN 2070-4437). Журнал посвящён проблемам интеграции психологического и экономического направлений.
В 2000 году в Калужском государственном университете открыта специализация 02.04.06 — экономическая психология. Основным направлением экономических психологов г. Калуги с 2000 года является Психология потребления (другие названия: Психология потребителей, Психология потребительского поведения).
В 2000 и 2002 годах в Калуге были проведены Всероссийские конференции по экономической психологии «Психология и экономика». Организаторами являлись Российское психологическое общество, Российский гуманитарный научный фонд, Калужский научный центр, Институт Психологии РАН, Калужский государственный педагогический университет.